# Добрянский муниципальный округ
Добря́нский муниципальный о́круг — муниципальное образование в Пермском крае России. Административный центр — город Добрянка, имеющий в рамках административно-территориального устройства статус города краевого значения. 

## География
Добрянский муниципальный округ расположен в центре Пермского края, большей частью на левом берегу Камского водохранилища по реке Каме, на правом берегу находится территория бывшего Сенькинского сельского поселения и небольшая часть бывшего Добрянского городского поселения.
На севере граничит с городским округом города Березники, на северо-востоке — с Александровским, а на востоке — с Губахинским муниципальными округами; на востоке и юго-востоке — с Чусовским городским округом. На юге ограничен Камским водохранилищем (по реке Чусовой), на противоположном берегу которого расположены Пермский муниципальный и Пермский городской округа, также на юге правобережная часть граничит с Краснокамским городским округом. С запада район прилегает к Ильинскому городскому округу и Юсьвинскому муниципальному округу, который расположен на противоположном берегу Камского водохранилища.
Площадь округа составляет 5192,58 км².
Основными природными богатствами района являются нефть, гипс, гравий. 70 % территории занято лесами, из них большую часть (83 %) составляют хвойные породы деревьев, прежде всего ель.

## История
3 ноября 1923 года был образован Добрянский район в составе Пермского округа Уральской области РСФСР. Территория района составила 4,2 тыс. км², где располагались  2 городских населённых пункта — рабочий посёлок Добрянка, завод Полазна (Полазнинский) — и 343 сельских населённых пункта. 20 февраля 1943 года Добрянка получила статус города, сохранив районное подчинение.
Существенные территориальные изменения были связаны с созданием в 50-х годах XX века Камского водохранилища: в 1959 году к Добрянскому району отошла часть земель бывшего Чёрмозского района, из его состава часть земель была передана в Ильинский район. Примерно в то же время городу Губахе была переподчинена территория, занимаемая леспромхозовскими посёлками (посёлок Верх-Ключанка, посёлок Парма).
С 1963 до 1964 года существовал укрупнённый Добрянский промышленный район, который включал города Добрянка и Чёрмоз, рабочие посёлки Полазна и Дивья (последний в 1997 году стал сельским посёлком). Помимо Чёрмоза, в него вошли и другие населённые пункты временно упразднённого Ильинского района.
Добрянский район упразднён в 1993 году: все его населённые пункты были напрямую подчинены городу областного (с 2005 года краевого) значения Добрянке.
С 2004 до 2019 год в рамках организации местного самоуправления на землях, подчинённых городу, был образован Добрянский муниципальный район, при этом в рамках административно-территориального устройства соответствующая административно-территориальная единица — город краевого значения Добрянка — сохранила свой статус. В 2019 году муниципальный район был упразднён, а все входившие в его состав городские и сельские поселения объединены в единое муниципальное образование Добрянский городской округ. С 1 января 2025 года городской округ был преобразован в муниципальный.

## Население
| 2000    | 2002    | 2005    | 2006    | 2007    | 2008    | 2009    | 2010    | 2011    |
| ------- | ------- | ------- | ------- | ------- | ------- | ------- | ------- | ------- |
| 60 719  | ↗62 580 | ↘61 810 | ↘61 600 | ↘61 200 | ↗61 365 | ↗61 433 | ↘57 010 | ↗57 014 |
| 2012    | 2013    | 2014    | 2015    | 2016    | 2017    | 2018    | 2019    | 2020    |
| ↘56 760 | ↗56 856 | ↘56 784 | ↘56 553 | ↘56 472 | ↘56 458 | ↘56 091 | ↘55 578 | ↘55 349 |
| 2021    | 2023    | 2024    |         |         |         |         |         |         |
| ↘47 834 | ↗47 852 | ↘47 730 |         |         |         |         |         |         |

### Урбанизация
Городское население (город Добрянка и рабочий посёлок Полазна) составляет 83,55 % от всего населения округа.

### Национальный состав
По предварительным данным переписи 2002 года: русские — 91,5 %, татары — 2,5 %, коми-пермяки — 1,2 %, остальные — представители других национальностей.

## Населённые пункты
В состав городского округа входят 112 населённых пунктов.
В рамках административно-территориального устройства Пермского края, к городу краевого подчинения Добрянке соответственно относятся 112 административно-территориальных единиц, в том числе 2 городских населённых пункта (из них один рабочий посёлок (пгт) и сам город) и 110 сельских населённых пунктов:
| №   | Населённый пункт | Тип             | Население (чел.) | Бывшее муниципальное образование  |
| --- | ---------------- | --------------- | ---------------- | --------------------------------- |
| 1   | Добрянка         | город           | ↘28 545          | Добрянское городское поселение    |
| 2   | Полазна          | рабочий посёлок | ↗11 332          | Полазненское городское поселение  |
| 3   | Адищево          | деревня         | ↗4               | Краснослудское сельское поселение |
| 4   | Баташата         | деревня         | 1                | Перемское сельское поселение      |
| 5   | Бердниковщина    | деревня         | 3                | Перемское сельское поселение      |
| 6   | Бесмелята        | деревня         | 3                | Сенькинское сельское поселение    |
| 7   | Бесово           | деревня         | 4                | Полазненское городское поселение  |
| 8   | Бобки            | деревня         | 174              | Краснослудское сельское поселение |
| 9   | Бобки            | посёлок станции | 80               | Краснослудское сельское поселение |
| 10  | Боковая          | посёлок станции | 206              | Вильвенское сельское поселение    |
| 11  | Большая Липовая  | деревня         | 0                | Сенькинское сельское поселение    |
| 12  | Большое Заполье  | деревня         | 4                | Висимское сельское поселение      |
| 13  | Большое Спицыно  | деревня         | 1                | Вильвенское сельское поселение    |
| 14  | Бор-Лёнва        | посёлок         | 252              | Висимское сельское поселение      |
| 15  | Боровково        | деревня         | 35               | Краснослудское сельское поселение |
| 16  | Бородкино        | деревня         | 5                | Перемское сельское поселение      |
| 17  | Бояново          | деревня         | 6                | Перемское сельское поселение      |
| 18  | Ветляны          | посёлок         | 100              | Дивьинское сельское поселение     |
| 19  | Вильва           | посёлок         | 966              | Вильвенское сельское поселение    |
| 20  | Висим            | село            | 164              | Висимское сельское поселение      |
| 21  | Гари             | деревня         | 221              | Краснослудское сельское поселение |
| 22  | Голубята         | село            | 153              | Вильвенское сельское поселение    |
| 23  | Городище         | деревня         | 11               | Краснослудское сельское поселение |
| 24  | Горы             | деревня         | 15               | Добрянское городское поселение    |
| 25  | Грязнуха         | деревня         | 16               | Перемское сельское поселение      |
| 26  | Гурино           | деревня         | 8                | Сенькинское сельское поселение    |
| 27  | Демидково        | деревня         | 0                | Полазненское городское поселение  |
| 28  | Дивья            | посёлок         | ↘1135            | Дивьинское сельское поселение     |
| 29  | Ельники          | деревня         | 4                | Краснослудское сельское поселение |
| 30  | Ершовка          | деревня         | 2                | Сенькинское сельское поселение    |
| 31  | Ефтята           | деревня         | 0                | Перемское сельское поселение      |
| 32  | Заболото         | деревня         | 0                | Перемское сельское поселение      |
| 33  | Заборье          | деревня         | 25               | Полазненское городское поселение  |
| 34  | Завожик          | деревня         | 80               | Добрянское городское поселение    |
| 35  | Залесная         | деревня         | 419              | Краснослудское сельское поселение |
| 36  | Захаровцы        | деревня         | 2                | Висимское сельское поселение      |
| 37  | Звоны            | деревня         | 2                | Сенькинское сельское поселение    |
| 38  | Зуята            | деревня         | 0                | Полазненское городское поселение  |
| 39  | Ивановка         | деревня         | 38               | Полазненское городское поселение  |
| 40  | Камский          | посёлок         | 431              | Сенькинское сельское поселение    |
| 41  | Канюки           | деревня         | 7                | Перемское сельское поселение      |
| 42  | Ключи            | деревня         | 252              | Добрянское городское поселение    |
| 43  | Комарово         | деревня         | 1                | Сенькинское сельское поселение    |
| 44  | Конец Гор        | деревня         | 2                | Краснослудское сельское поселение |
| 45  | Кононово         | деревня         | 7                | Сенькинское сельское поселение    |
| 46  | Константиновка   | деревня         | 9                | Полазненское городское поселение  |
| 47  | Коровино         | деревня         | 0                | Перемское сельское поселение      |
| 48  | Королево         | деревня         | 5                | Висимское сельское поселение      |
| 49  | Костята          | деревня         | 0                | Сенькинское сельское поселение    |
| 50  | Красная Слудка   | село            | 50               | Краснослудское сельское поселение |
| 51  | Красное          | посёлок         | 36               | Перемское сельское поселение      |
| 52  | Крутиково        | деревня         | 13               | Перемское сельское поселение      |
| 53  | Кулигино         | деревня         | 63               | Краснослудское сельское поселение |
| 54  | Куликово         | деревня         | 8                | Перемское сельское поселение      |
| 55  | Кунья            | деревня         | 2                | Перемское сельское поселение      |
| 56  | Кухтым           | посёлок станции | 85               | Дивьинское сельское поселение     |
| 57  | Кухтым           | посёлок         | 10               | Дивьинское сельское поселение     |
| 58  | Кыж              | деревня         | 6                | Вильвенское сельское поселение    |
| 59  | Кыж              | посёлок         | 129              | Вильвенское сельское поселение    |
| 60  | Липово           | деревня         | 264              | Висимское сельское поселение      |
| 61  | Лунежки          | деревня         | 62               | Добрянское городское поселение    |
| 62  | Лунная           | деревня         |                  |                                   |
| 63  | Лябово           | деревня         | 32               | Добрянское городское поселение    |
| 64  | Малое Заполье    | деревня         | 0                | Висимское сельское поселение      |
| 65  | Меркушево        | деревня         | 22               | Сенькинское сельское поселение    |
| 66  | Милково          | деревня         | 1                | Перемское сельское поселение      |
| 67  | Мозярово         | деревня         | 0                | Перемское сельское поселение      |
| 68  | Монастырь        | деревня         | 9                | Перемское сельское поселение      |
| 69  | Мохово           | деревня         | 61               | Полазненское городское поселение  |
| 70  | Мутная           | деревня         | 3                | Вильвенское сельское поселение    |
| 71  | Мутная           | посёлок         | 51               | Дивьинское сельское поселение     |
| 72  | Нехайка          | деревня         | 3                | Перемское сельское поселение      |
| 73  | Нижнее Задолгое  | деревня         | 147              | Полазненское городское поселение  |
| 74  | Нижнее Красное   | деревня         | 15               | Перемское сельское поселение      |
| 75  | Нижний Лух       | посёлок         | 464              | Висимское сельское поселение      |
| 76  | Никулино         | село            | 284              | Перемское сельское поселение      |
| 77  | Никулята         | деревня         | 4                | Вильвенское сельское поселение    |
| 78  | Октябрьский      | посёлок         | 25               | Дивьинское сельское поселение     |
| 79  | Ольховка         | посёлок         | 107              | Висимское сельское поселение      |
| 80  | Омеличи          | деревня         | 9                | Перемское сельское поселение      |
| 81  | Пальники         | посёлок станции | ↘568             | Краснослудское сельское поселение |
| 82  | Патраки          | деревня         | 71               | Сенькинское сельское поселение    |
| 83  | Пахнино          | деревня         | 2                | Сенькинское сельское поселение    |
| 84  | Пеньки           | деревня         | 29               | Полазненское городское поселение  |
| 85  | Перемское        | село            | 681              | Перемское сельское поселение      |
| 86  | Поморцево        | деревня         | 21               | Перемское сельское поселение      |
| 87  | Пятый км         | посёлок станции | 328              | Краснослудское сельское поселение |
| 88  | Рассохи          | деревня         | 4                | Сенькинское сельское поселение    |
| 89  | Роговик          | деревня         | 6                | Висимское сельское поселение      |
| 90  | Родники          | посёлок         | 3                | Дивьинское сельское поселение     |
| 91  | Сенькино         | село            | 311              | Сенькинское сельское поселение    |
| 92  | Софронята        | деревня         | 1                | Перемское сельское поселение      |
| 93  | Таборы           | посёлок         | 129              | Перемское сельское поселение      |
| 94  | Таборы           | село            | 37               | Перемское сельское поселение      |
| 95  | Талица           | посёлок         | 6                | Дивьинское сельское поселение     |
| 96  | Тихая            | деревня         | 8                | Перемское сельское поселение      |
| 97  | Тихая            | посёлок станции | 1                | Перемское сельское поселение      |
| 98  | Трактовый        | посёлок         | 25               | Дивьинское сельское поселение     |
| 99  | Тюлька           | деревня         | 2                | Сенькинское сельское поселение    |
| 100 | Тюсь             | посёлок         | 19               | Добрянское городское поселение    |
| 101 | Усть-Гаревая     | село            | 258              | Сенькинское сельское поселение    |
| 102 | Усть-Пожва       | деревня         | 0                | Перемское сельское поселение      |
| 103 | Усть-Шалашная    | посёлок         | 30               | Дивьинское сельское поселение     |
| 104 | Фоминка          | деревня         | 41               | Добрянское городское поселение    |
| 105 | Чёлва            | посёлок         | 329              | Перемское сельское поселение      |
| 106 | Шемети           | село            | 99               | Сенькинское сельское поселение    |
| 107 | Шкарята          | деревня         | 14               | Вильвенское сельское поселение    |
| 108 | Яганята          | деревня         | 3                | Сенькинское сельское поселение    |
| 109 | Ярино            | посёлок         | 432              | Дивьинское сельское поселение     |
| 110 | Ярино            | деревня         | 11               | Добрянское городское поселение    |
| 111 | Ярославщина      | деревня         | 10               | Перемское сельское поселение      |
| 112 | 29-й км          | посёлок         | 2                | Дивьинское сельское поселение     |

### Упразднённые населённые пункты
В 2005 году упразднены как фактически прекратившие существование деревни Гари, Кужгорт, Малая Липовая, Мочелята, Останино и Тысяцково, в 2009 году — деревни Адамово, Волим и Пахомово. В 2024 году деревня Сибирь включена в состав села Висим.

## Муниципальное устройство
В рамках организации местного самоуправления на территории, подчинённой городу краевого значения, образован Добрянский муниципальный округ (в 2004—2019 — Добрянский муниципальный район; в 2019—2024 — Добрянский городской округ).
В 2004—2019 годах в состав существовавшего в этот период Добрянского муниципального района входили 8 муниципальных образований: 2 городских и 6 сельских поселений:
| № | Наименование                      | Административный центр  | Количество населённых пунктов | Население (чел.) | Площадь (км²) |
| - | --------------------------------- | ----------------------- | ----------------------------- | ---------------- | ------------- |
| 1 | Добрянское городское поселение    | город Добрянка          | 9                             | ↘32 742          | 498,24        |
| 2 | Полазненское городское поселение  | рабочий посёлок Полазна | 10                            | ↗13 418          | 184,19        |
| 3 | Вильвенское сельское поселение    | посёлок Вильва          | 9                             | ↘1292            | 697,62        |
| 4 | Висимское сельское поселение      | село Висим              | 11                            | ↘1192            | 773,37        |
| 5 | Дивьинское сельское поселение     | посёлок Дивья           | 12                            | ↘1984            | 568,15        |
| 6 | Краснослудское сельское поселение | деревня Залесная        | 13                            | ↗2415            | 171,27        |
| 7 | Перемское сельское поселение      | село Перемское          | 30                            | ↘1420            | 1930,00       |
| 8 | Сенькинское сельское поселение    | село Сенькино           | 18                            | ↘1115            | 369,74        |

В 2019 году муниципальный район и все входившие в его состав муниципальные образования были упразднены и преобразованы путём их объединения в Добрянский городской округ. С 1 января 2025 года городской округ был преобразован в муниципальный.

## Экономика
Ведущая роль в структуре промышленности принадлежит топливно-энергетическому комплексу. На территории округа представлены электроэнергетика и предприятия нефтяной промышленности. Через весь Добрянский округ с юга на север проходит оживлённая автомагистраль 57К-0002 «Пермь — Березники».
Сельское хозяйство округа представляют 5 сельскохозяйственных предприятий, 9 самостоятельно работающих фермерских и более 120 личных подсобных хозяйств.

## Археология
На территории округа на правом берегу реки Исток (приток Вильвы, бассейн Косьвы) находится Бояновский могильник IX—XI веков. Возможно, здесь находилась Magna Hungaria — гипотетическая прародина современных венгров.
В низовьях реки Чусовой находится палеолитическая стоянка Пещерный Лог, на правом берегу Камского водохранилища западнее посёлка Усть-Гаревая находятся стоянки Ганичата I и Ганичата II.